# لی جی-هی
لی جی-هی (انگلیسی: Lee Ji-hye؛ زادهٔ ۲۱ اکتبر ۱۹۸۲) یک تکواندوکار اهل کره جنوبی است.
او در مسابقات قهرمانی تکواندو جهان ۲۰۰۳ در گارمیش-پارتنکیرشن در دسته مگس‌وزن (سبک‌وزن) برنده مدال طلا شد. در مسابقات تکواندو قهرمانی آسیا ۲۰۰۴ او مدال نقره را از آن خود کرد.